# Wilhelm Adolf Becker
Wilhelm Adolf Becker, född 1796 i Dresden, död den 30 september 1846 i Meissen, var en tysk klassisk filolog.
Becker, som var professor i klassisk fornkunskap vid Leipzigs universitet, gjorde allmänheten bekant med det antika privatlivet genom sina vetenskapligt noggranna arbeten Gallus oder römische Scenen aus der Zeit August's (1838; i bearbetning 1880–82) och Charikles. Bilder altgriechischer Sitte (1840; i bearbetning 1877–78), båda arkeologiska studier i romanform.
Beckers förnämsta verk är hans Handbuch der römischen Alterthümer (två band, 1843–46), fortsatt av Karl Joachim Marquardt med band 3–5 (1849–67; ny bearbetning, tillsammans med Theodor Mommsen för statsrätten, 1871–88).